# Elpiano

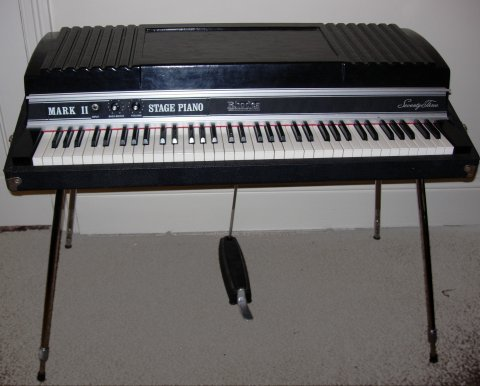
Fender Rhodes Mark II från 1973 där gummiklubbor träffar metallstavar

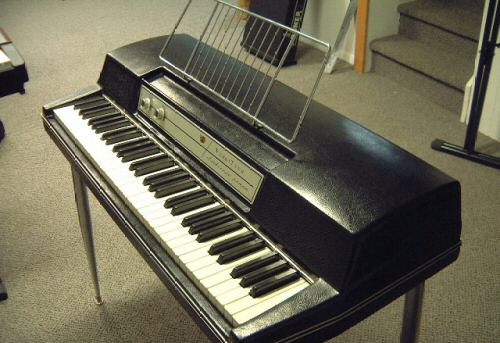
Wurlitzer-piano modell 200A från 1974, där hammare träffar sågbladsstål.

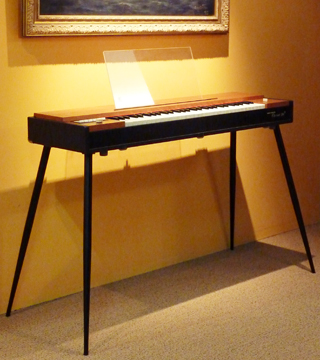
Hohner Clavinet Dt från 1971

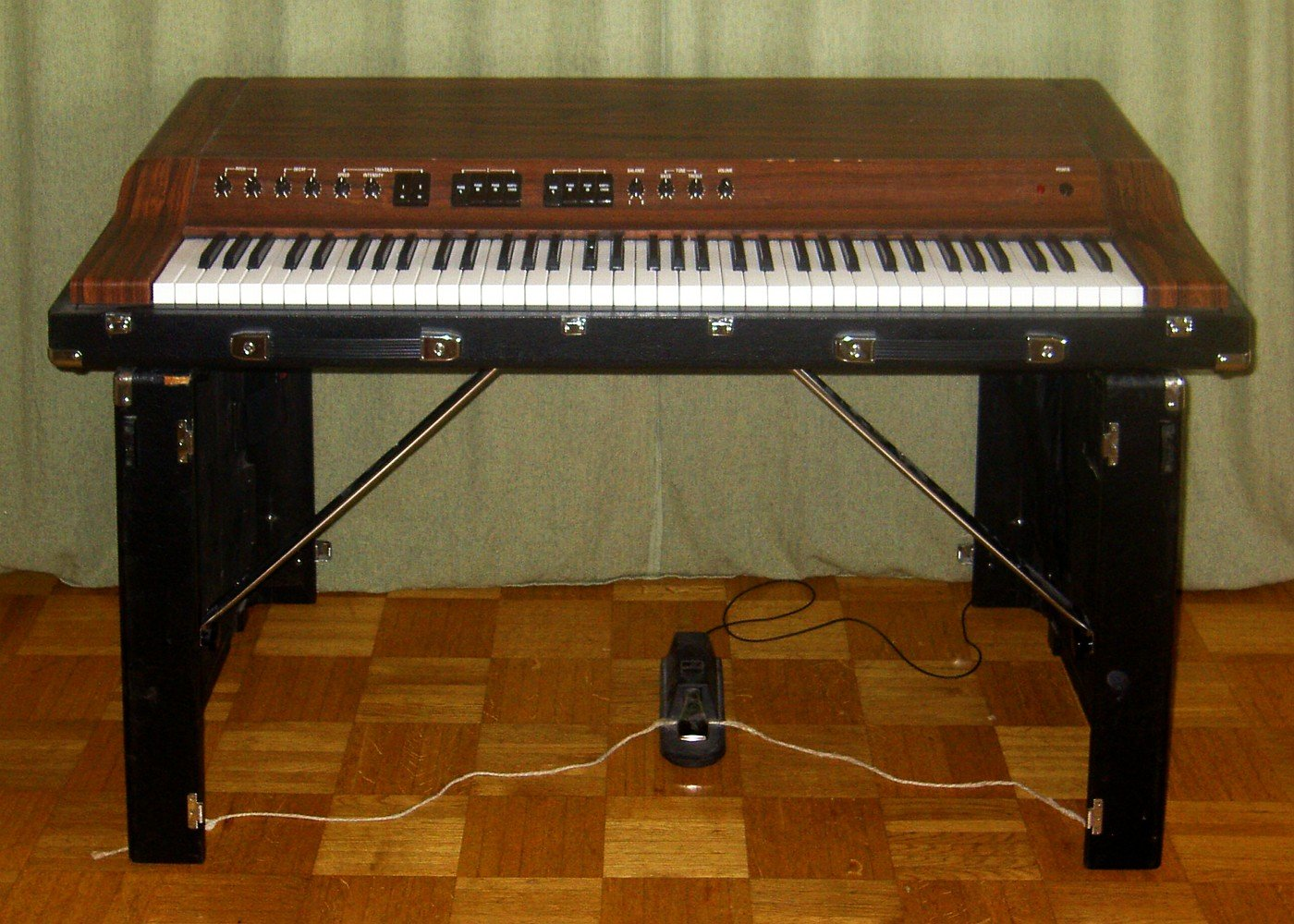
Yamaha CP30 från 1976

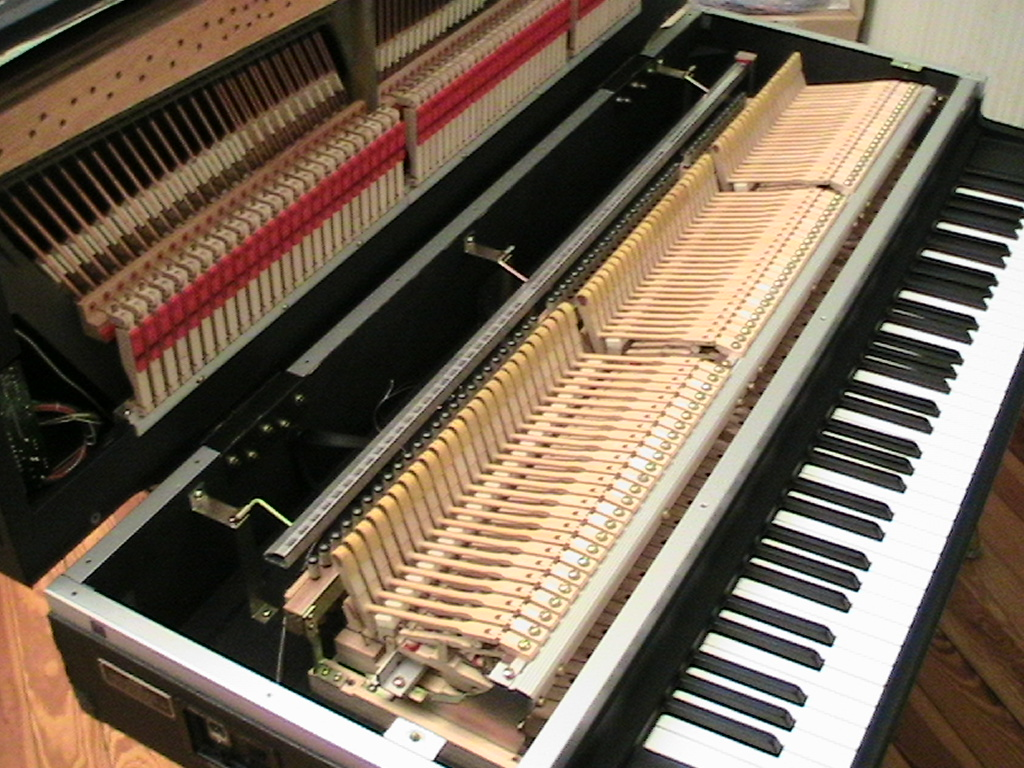
Invändig vy av elflygeln Yamaha CP-70 från 1978, vilket är ett elförstärkt stränginstrument

Elpiano är en kategori elektromekaniska analoga anslagskänsliga klaviaturinstrument eller keyboards konstruerade på 1940, -50 och -60-talet av bland andra Harold Rhodes, Yamaha Corporation och Wurlitzer. 
Elpiano ska inte sammanblandas med digitalpiano, som inträdde på marknaden på 1980-talet. Ett digitalpiano är ett helelektroniskt instrument som efterliknar originalinstrumentet så väl att det kan vara svårt att höra skillnad. Digitalpianot har minst 88 blyvägda tangenter, vilket ger dem en tröghet som liknar mekaniken i ett akustiskt piano, och möjliggör liknande spelteknik. Genom samplingssyntes emuleras klangen av såväl inspelade akustiska pianon som av elpianon (enligt definitionen ovan) och av syntetiskt framställda elpianoliknande klanger, med flera instrument. 

## Kända modeller och fabrikat
Det mest kända ursprungliga elpianofabrikatet är FenderRhodes, där gummiklädda klubbor (ursprungligen filtklubbor av flygeltyp) träffar runda metallstavar, framför individuella pickupmikrofoner. Instrumentet är i viss mån närbesläktat med det akustiska pianot, från vilket klaviaturen (tangenterna) och delar av mekaniken lånats. Klangen påminner emellertid snarare om vibrafon, klockspel och celesta, som har en liknande tonbildning med vibrerande metallstavar, samt elgitarren, från vilken principen med induktionsspolar som elektromagnetiskt fångar upp tonen sannolikt hämtats.
I ett Wurlitzer-elpiano träffar filtklädda hammare tungor av sågbladsstål, vilket ger ett snärtigare och knorrigare ljud än FenderRhodes mjukare och bredare ton. 
Clavinet är ett elförstärkt klavikord.
Till elpianon räknas också elflygeln som var ett elförstärkt piano som var populärt på 70- och 80-talen, och bland annat användes av musikgruppen Abba. I elflygeln anslås pianosträngar av filtklädda klubbor. Instrumentet saknar resonanslåda, men en mikrofon är placerad under varje sträng. Detta ger en klang med stora likheter med ett akustiskt piano, men något funkigare. 
Synthesizers kan framställa nya ljud som har likheter med klangen i elektromekaniska elpianon. Vid 1980-talets början slog Yamaha DX7 igenom, som baserad på FM-syntes gav upphov till en ny elpianoliknande klang som kom att bli karaktistisk för 1980-talets popballader.

## Missuppfattningar
Ett par vanliga missuppfattningar är
- att elpianot skulle låta som ett elförstärkt piano — instrumenten har genom sin konstruktion fått en egen identitet i och med att klangen inte alls låter som ett piano, även om ambitionen varit den från början. Gemensamt är klaviaturens utformning och utseende. Ett Wurlitzer, dock, har liknande av mekanik som det akustiska pianot och därmed mer gemensamt, men låter inte heller som ett elförstärkt piano. Det gör däremot elflygel och digitalpiano.
- att elpianot skulle vara ett elektroniskt instrument eller någon slags synthesizer — elpianot är ett elektromekaniskt instrument på samma sätt som elgitarren. Det är helt analogt och ickeelektroniskt, det vill säga det innehåller inte aktiva (förstärkande) eller oscillerande elektroniska komponter såsom transistorer och integrerade kretsar. Instrumentet saknar strömförsörjning. Om man lyssnar noga hör man en mycket svag akustisk ton från instrumentet även om förstärkare och högtalare är avstängda.

## Historia
Många tidiga experiment att elektrifiera pianot gjordes under mitten av 1900-talet. Earl Hines lär ska ha turnerat med ett 2 ton tungt instrument på -30-talet. Ungefär samtidigt efter andra världskriget provade Rudolph Wurlitzer Company och Harold Rhodes olika koncept. The Pre-Piano lanserades 1946 av Rhodes och 1954 kom Wurlitzers första modell ut. Den första inspelningen med elpiano gjordes 1954 av Sun Ra "Angels and Demons at Play" och den första topplistelåten med elpiano var Ray Charles "What'd I Say" 1959. Miles Davis ville från och med 1967 att hans pianister skulle spela FenderRhodes, när han började experimentera med elektriska instrument och Jazz fusion eller Jazzrock.
Piano-orchestre électro-moteur var ett elektriskt piano, uppfunnet i Paris av en Herr Schalkenbach, som 1862 inför kejserliga familjen fick förevisa sin uppfinning i Compiegne. Uppfinnaren påstod, att vad han spelade på ett elektriskt piano i Paris, ögonblickligen skulle kunna återges från ett annat elektriskt piano, till exempel i Petersburg, förutsatt att de elektriska trådar som sammankopplade båda instrumenten, var orubbade.

## Effekter
Precis som på en elgitarr och andra elektriska instrument kan klangen moduleras med olika effekter; det kan vara eko, olika rumsklanger, svepande stereoeffekter, tremolo (vibratoeffekt baserad på varierande amplitud), chorus (summerade signaler med varierande tidsfördröjning), "flanger"/"phaser" (summerade signaler med varierande fasvridning, vilket ger upphov till svepande filtereffekt), komprimering som gör ljudet jämnare och mer distinkt, eller distorsion/fuzzbox (olinjär förstärkning som ökar övertonshalten och ger upphov till en "sprucken" intermodulation). Även det rena elpianot erbjuder stora nyanserings- och uttrycksmöjligheter i sitt anslag, allt från en mjuk klockliknade klang till en angenämnt aggressiv attack.

## Musikstilar och musiker
Elpianot (oftast Rhodes eller Wurlitzer) har sedan senare delen av 1960-talet haft stor betydelse inom många musikstilar och kan t.o.m. sägas ha påverkat uppkomsten av Jazz fusion, d.v.s. jazzrocken som uppstod i slutet på 60-talet. Några betydelsefulla namn är Miles Davis, Steely Dan, Weather Report (Joe Zawinul), Chick Corea, Herbie Hancock, Supertramp, Pink Floyd, Stevie Wonder och Billy Joel. Sedan introduktionen har instrumentet blivit "en del av inventarierna" på samma sätt som flygeln, basen, gitarren eller trumsetet.